# Tournament of Champions (PGA Tour)
Het Tournament of Champions is een golftoernooi in de Verenigde Staten en maakt deel uit van de Amerikaanse PGA Tour. Het toernooi werd in 1953 opgericht en wordt sinds 1999 telkens gespeeld op de "Plantation Course" van de Kapalua Resort, in Kapalua, Hawaï.

## Geschiedenis
De eerste editie werd in 1953 georganiseerd op de Desert Inn Country Club in Las Vegas, dat tot 1968 steeds plaatsvond in Las Vegas. Echter, in 1967 en 1968 vond het toernooi plaats op de Stardust Country Club. In 1969 verhuisde het toernooi naar La Costa Resort & Spa in Californië en na dertig jaar naar Hawaï, op de Plantation Course van de Kapalua Resort.
Het toernooirecord staat op naam van Ernie Els, die ook de eerste winnaar was die een miljoen dollar aan prijzengeld voor dit toernooi kreeg. Jack Nicklaus won het toernooi vijf keer, er lagen veertien jaren tussen zijn eerste en zijn vijfde overwinning.

## Golfbanen
| Jaren      | Golfbaan                           | Locatie              |
| ---------- | ---------------------------------- | -------------------- |
| 1953-1966  | Desert Inn Country Club            | Las Vegas, Nevada    |
| 1967-1968  | Stardust Country Club              | Las Vegas, Nevada    |
| 1969-1998  | La Costa Resort & Spa              | Carlsbad, Californië |
| 1999-heden | Kapalua Resort (Plantation Course) | Maui, Hawaii         |

## Winnaars
| 1953                             | Al Besselink       | 280 | –8  |                                     |
| 1954                             | Art Wall jr.       | 278 | –10 |                                     |
| 1955                             | Gene Littler       | 280 | –8  |                                     |
| 1956                             | Gene Littler       | 281 | –7  |                                     |
| 1957                             | Gene Littler       | 285 | –3  |                                     |
| 1958                             | Stan Leonard       | 275 | –13 |                                     |
| 1959                             | Mike Souchak       | 281 | –7  |                                     |
| 1960                             | Jerry Barber       | 268 | –20 |                                     |
| 1961                             | Sam Snead          | 273 | –15 |                                     |
| 1962                             | Arnold Palmer      | 276 | –12 |                                     |
| 1963                             | Jack Nicklaus      | 273 | –15 |                                     |
| 1964                             | Jack Nicklaus      | 279 | –9  |                                     |
| 1965                             | Arnold Palmer      | 277 | –11 |                                     |
| 1966                             | Arnold Palmer po   | 283 | –5  | Won de play-off van Gay Brewer      |
| 1967                             | Frank Beard        | 278 | –6  |                                     |
| 1968                             | Don January        | 276 | –8  |                                     |
| 1969                             | Gary Player        | 284 | –4  |                                     |
| 1970                             | Frank Beard        | 273 | –15 |                                     |
| 1971                             | Jack Nicklaus      | 279 | –9  |                                     |
| 1972                             | Bobby Mitchell po  | 280 | –8  | Won de play-off van Jack Nicklaus   |
| 1973                             | Jack Nicklaus      | 276 | –12 |                                     |
| 1974                             | Johnny Miller      | 280 | –8  |                                     |
| MONY Tournament of Champions     |                    |     |     |                                     |
| 1975                             | Al Geiberger po    | 277 | –11 | Won de play-off van Gary Player     |
| 1976                             | Don January        | 277 | –11 |                                     |
| 1977                             | Jack Nicklaus po   | 281 | –7  | Won de play-off van Bruce Lietzke   |
| 1978                             | Gary Player        | 281 | –7  |                                     |
| 1979                             | Tom Watson         | 275 | –13 |                                     |
| 1980                             | Tom Watson         | 276 | –12 |                                     |
| 1981                             | Lee Trevino        | 273 | –15 |                                     |
| 1982                             | Lanny Wadkins      | 280 | –8  |                                     |
| 1983                             | Lanny Wadkins      | 280 | –8  |                                     |
| 1984                             | Tom Watson         | 274 | –14 |                                     |
| 1985                             | Tom Kite           | 275 | –13 |                                     |
| 1986                             | Calvin Peete       | 267 | –21 |                                     |
| 1987                             | Mac O'Grady        | 278 | –10 |                                     |
| 1988                             | Steve Pate         | 202 | –14 | 54-holes (weersomstandigheden)      |
| 1989                             | Steve Jones        | 279 | –9  |                                     |
| 1990                             | Paul Azinger       | 272 | –16 |                                     |
| Infiniti Tournament of Champions |                    |     |     |                                     |
| 1991                             | Tom Kite           | 272 | –16 |                                     |
| 1992                             | Steve Elkington po | 279 | –9  | Won de play-off van Brad Faxon      |
| 1993                             | Davis Love III     | 272 | –16 |                                     |
| Mercedes Championships           |                    |     |     |                                     |
| 1994                             | Phil Mickelson po  | 276 | –12 | Won de play-off van Fred Couples    |
| 1995                             | Steve Elkington po | 278 | –10 | Won de play-off van Bruce Lietzke   |
| 1996                             | Mark O'Meara       | 271 | –17 |                                     |
| 1997                             | Tiger Woods po     | 202 | –14 | Won de play-off van Tom Lehman      |
| 1998                             | Phil Mickelson     | 271 | –17 |                                     |
| 1999                             | David Duval        | 266 | –26 |                                     |
| 2000                             | Tiger Woods po     | 276 | –16 | Won de play-off van Ernie Els       |
| 2001                             | Jim Furyk          | 274 | –18 |                                     |
| 2002                             | Sergio García po   | 274 | –18 | Won de play-off van David Toms      |
| 2003                             | Ernie Els          | 261 | –31 |                                     |
| 2004                             | Stuart Appleby     | 270 | –22 |                                     |
| 2005                             | Stuart Appleby     | 271 | –21 |                                     |
| 2006                             | Stuart Appleby po  | 284 | –8  | Won de play-off van Vijay Singh     |
| Mercedes-Benz Championship       |                    |     |     |                                     |
| 2007                             | Vijay Singh        | 278 | –14 |                                     |
| 2008                             | Daniel Chopra po   | 274 | –18 | Won de play-off van Steve Stricker  |
| 2009                             | Geoff Ogilvy       | 268 | –24 |                                     |
| SBS Championship                 |                    |     |     |                                     |
| 2010                             | Geoff Ogilvy       | 270 | –22 |                                     |
| Hyundai Tournament of Champions  |                    |     |     |                                     |
| 2011                             | Jonathan Byrd po   | 268 | –24 | Won de play-off van Robert Garrigus |
| 2012                             | Steve Stricker     | 269 | –23 |                                     |
| 2013                             | Dustin Johnson     | 203 | –13 | 54-holes (weersomstandigheden)      |
| 2014                             | Zach Johnson       | 273 | –19 |                                     |
| 2015                             | Patrick Reed po    | 271 | –21 | Won de play-off van Jimmy Walker    |

| Toernooirecord |  | po = winnaar na play-off |

## Meervoudige winnaars
5 keer
- Jack Nicklaus: 1963, 1964, 1971, 1973, 1977

3 keer
- Stuart Appleby: 2004, 2005, 2006
- Gene Littler: 1955, 1956, 1957
- Arnold Palmer: 1962, 1965, 1966
- Tom Watson: 1979, 1980, 1984

2 keer
- Frank Beard: 1967, 1970
- Steve Elkington: 1992, 1995
- Don January: 1968, 1976
- Tom Kite: 1985, 1991
- Phil Mickelson: 1994, 1998
- Geoff Ogilvy: 2009, 2010
- Gary Player: 1969, 1978
- Lanny Wadkins: 1982, 1983
- Tiger Woods: 1997, 2000